# Nonymodiadelia
Nonymodiadelia is een kevergeslacht uit de familie van de boktorren (Cerambycidae). De wetenschappelijke naam van het geslacht werd voor het eerst geldig gepubliceerd in 1957 door Breuning.

## Soorten
Nonymodiadelia omvat de volgende soorten:
- Nonymodiadelia fuscovaria Breuning, 1957
- Nonymodiadelia lineatopunctata Breuning, 1957